# Eliminatoria a la Eurocopa Sub-18 1993
La Eliminatoria al Campeonato Europeo Sub-18 1993 se llevó a cabo entre 1992 y 1993 en la cual participaron 32 selecciones juveniles de Europa, las cuales pelearon por 7 cupos para la fase final del torneo a celebrarse en Inglaterra.

## Primera ronda

### Eliminación Directa
| Equipo 1       | Agr.   | Equipo 2  | Ida | Vuelta |
| -------------- | ------ | --------- | --- | ------ |
| Bélgica        | 5–7    | Islandia  | 3–2 | 2–5    |
| Finlandia      | (a)2–2 | Escocia   | 1–0 | 1–2    |
| Malta          | 0–4    | Francia   | 0–0 | 0–4    |
| Albania        | 1–7    | España    | 0–4 | 1–3    |
| Austria        | 3–4    | Turquía   | 2–3 | 1–1    |
| Chipre         | 2–7    | Hungría   | 0–2 | 2–5    |
| Noruega        | 3–4    | Alemania  | 2–3 | 1–1    |
| Checoslovaquia | 3–4    | Dinamarca | 1–0 | 2–4    |
| Grecia         | 3–5    | Rusia     | 2–2 | 1–3    |
| Liechtenstein  | 0–16   | Suiza     | 0–8 | 0–8    |

### Fase de grupos

#### Grupo 10
| País         | J | G | E | P | GF | GC | GD | Pts |
| ------------ | - | - | - | - | -- | -- | -- | --- |
| Países Bajos | 4 | 3 | 1 | 0 | 6  | 2  | +4 | 7   |
| Gales        | 4 | 0 | 3 | 1 | 3  | 4  | –1 | 3   |
| Israel       | 4 | 0 | 2 | 2 | 3  | 6  | –3 | 2   |

|  | Gales        | 0–0 | Israel       |
|  | Gales        | 0–1 | Países Bajos |
|  | Países Bajos | 3–1 | Israel       |
|  | Países Bajos | 1–1 | Gales        |
|  | Israel       | 0–1 | Países Bajos |
|  | Israel       | 2–2 | Gales        |

#### Grupo 11
| País              | J | G | E | P | GF | GC | GD | Pts |
| ----------------- | - | - | - | - | -- | -- | -- | --- |
| Rumania           | 4 | 3 | 1 | 0 | 10 | 4  | +6 | 7   |
| Irlanda           | 4 | 1 | 2 | 1 | 7  | 7  | 0  | 4   |
| Irlanda del Norte | 4 | 0 | 1 | 3 | 8  | 14 | –6 | 1   |

|  | Rumania           | 4–2 | Irlanda del Norte |
|  | Rumania           | 1–0 | Irlanda           |
|  | Irlanda del Norte | 2–3 | Irlanda           |
|  | Irlanda           | 1–1 | Rumania           |
|  | Irlanda del Norte | 1–4 | Rumania           |
|  | Irlanda           | 3–3 | Irlanda del Norte |

#### Grupo 13
Todos los partidos se jugaron en Luxemburgo.
| País       | J | G | E | P | GF | GC | GD | Pts |
| ---------- | - | - | - | - | -- | -- | -- | --- |
| Portugal   | 2 | 2 | 0 | 0 | 5  | 1  | +4 | 4   |
| Suecia     | 2 | 1 | 0 | 1 | 3  | 3  | 0  | 2   |
| Luxemburgo | 2 | 0 | 0 | 2 | 1  | 5  | –4 | 0   |

|  | Suecia     | 2-1 | Luxemburgo |
|  | Luxemburgo | 0–3 | Portugal   |
|  | Portugal   | 2–1 | Suecia     |

#### Grupo 14
| País     | J | G | E | P | GF | GC | GD  | Pts |
| -------- | - | - | - | - | -- | -- | --- | --- |
| Italia   | 4 | 4 | 0 | 0 | 12 | 2  | +10 | 8   |
| Bulgaria | 4 | 1 | 1 | 2 | 6  | 8  | –2  | 3   |
| Polonia  | 4 | 0 | 1 | 3 | 4  | 12 | –8  | 1   |

|  | Polonia  | 1–3 | Bulgaria |
|  | Bulgaria | 2–2 | Polonia  |
|  | Polonia  | 1–5 | Italia   |
|  | Italia   | 3–1 | Bulgaria |
|  | Italia   | 2–0 | Polonia  |
|  | Bulgaria | 0–2 | Italia   |

## Segunda ronda
| Equipo 1     | Agr. | Equipo 2  | Ida | Vuelta |
| ------------ | ---- | --------- | --- | ------ |
| Países Bajos | 5–2  | Dinamarca | 2–1 | 3–1    |
| Portugal     | 2–1  | Rusia     | 2–1 | 0–0    |
| Italia       | 1–2  | Hungría   | 0–2 | 1–0    |
| Turquía      | 3–1  | Suiza     | 2–1 | 1–0    |
| Finlandia    | 5–6  | Francia   | 3–4 | 2–2    |
| Rumania      | 1–0  | Islandia  | 0–0 | 1–0    |
| Alemania     | 2–5  | España    | 0–0 | 2–5    |